# Circus Mircus
Circus Mircus je gruzijska progresivna rock skupina, ki jo sestavljajo štirje člani. Zasedba večinoma igra eksperimentalno glasbo in meša številne žanre. Skupina bo zastopala Gruzijo na tekmovanju za pesem Evrovizije 2022.

## Zgodovina
Skupina je bila ustanovljena konec leta 2020 v Tbilisiju, ko so se nekdanji študentje lokalne cirkuške akademije spoprijateljili ter jo zapustili, da bi ustanovili svojo skupino.
Dne 14. novembra 2021 je bilo objavljeno, da je Gruzijska javna televizija interno izbrala skupino za nastop na Evrovizije 2022. Njihova pesem »Lock Me In je bila izdana 9. marca 2022. Nastopili so v drugem polfinalu in z 22 točkami končali na zadnjem 18. mestu. Po Evroviziji je skupina med avgustom 2022 in marcem 2023 izdala pet singlov, poleg tega pa je opustila uporabo svojih psevdonimov.

## Zasedba
Circus Mircus sestavljajo štirje člani, ki uporabljajo psevdonime.
- Shota Darakhvelidze pod psevdonimom Ludwiga Ramíreza (basist),
- Nika Kočarov pod psevdonimom Igorja Von Lichtensteina (vokalist, kitarist),
- Sandro Sulakvelidze pod psevdonimom Bavonc Gevorkyan (bobnar),
- Archil Sulakvelidze pod psevdonimom Iaga Waitmana (vokalist in klaviaturist)

## Diskografija

### Studijski album
| Naslov        | Podrobnosti                                                  |
| ------------- | ------------------------------------------------------------ |
| Furore/Fiasco | - Objavljeno : 20. novembra 2023 - Založba: Stockton Records |

### EP
| Naslov        | Podrobnosti                                                                                |
| ------------- | ------------------------------------------------------------------------------------------ |
| Cirkus Mircus | - Objavljeno: 5. decembra 2020 - Založba: Neodvisni - Format: digitalni prenos, pretakanje |

### Pesmi
| Naslov                                         | Leto | Album         |
| ---------------------------------------------- | ---- | ------------- |
| »The Ode to the Bishkek Stone«                 | 2020 |               |
| »Semi-Pro«                                     | 2021 |               |
| »Better Late«                                  | 2021 |               |
| »Weather Support«                              | 2021 |               |
| »Rocha«                                        | 2021 |               |
| »23:34«                                        | 2021 |               |
| »Musicien«                                     | 2021 |               |
| »Lock Me In«                                   | 2022 |               |
| »Love Letters«                                 | 2022 |               |
| »Soul Pop«                                     | 2022 |               |
| »Realizo« (skupaj s Blolbrst & Tato Rusia)     | 2022 |               |
| »Lizard in a Fish Tank« (featuring Qaji Todia) | 2022 |               |
| »Pin-Drop Mind«                                | 2023 |               |
| »Up is Down«                                   | 2023 | Furore/Fiasco |
| »ამერიპის ხმა (Voice of America)«              | 2023 | Furore/Fiasco |